# Gare de Münchenstein
La gare de Münchenstein (en allemand Bahnhof Münchenstein) est la gare de Münchenstein, en Suisse.

## Service voyageurs

### Desserte
| Origine                | Arrêt précédent   | Train | Train | Train | Arrêt suivant  | Destination |
| ---------------------- | ----------------- | ----- | ----- | ----- | -------------- | ----------- |
| Delémont ou Porrentruy | Dornach-Arlesheim |       | S     |       | Bâle-Dreispitz | Olten       |